# Sideordnet opstilling
Sideordnet opstilling er den mest udbredte opstillingsform ved offentlige valg i Danmark.

## Alfabetisk eller nomineret opstilling
Ved valg til menighedsråd, kommunalbestyrelser , regionsråd og EU-parlamentet kan der vælges mellem alfabetisk eller nomineret opstilling.
Ved alfabetisk opstilling opstilles kandidaterne alfabetisk efter deres efternavne. 
Ved nomineret opstilling opstilles kandidaterne i den rækkefølge, som stillerne bekræfter ved opstillingen af listen. Rækkefølgen er typisk blevet besluttet på et opstillingsmøde.
Nomineret opstilling er den mest almindelige opstillingsform, og det er yderst sjældent, at alfabetisk opstilling finder sted.
I begge tilfælde bliver de kandidater, der har fået flest stemmer, valgt som listens repræsentanter. De øvrige kandidater nummereres som suppleanter  i rækkefølge, som deres stemmetal angiver. 

## Kredsvis sideordnet opstilling
Ved valg til Folketinget består hver storkreds af en række opstillingskredse.
I første runde opgøres valget i hver opstillingskreds for sig. Her får en kandidat først sine personlige stemmer. Herefter får kandidaten en forholdsvis andel af listestemmerne (partistemmerne).
I  anden runde lægges kandidaternes stemmer i hele storkredsen sammen. Kandidaterne vælges i den rækkefølge, som de har fået stemmer, dvs. personlige stemmer plus tillagte listestemmer.

## Eksterne links
- Lov om valg til Folketinget
- Lov om kommunale og regionale valg